# Echinocactus horizonthalonius

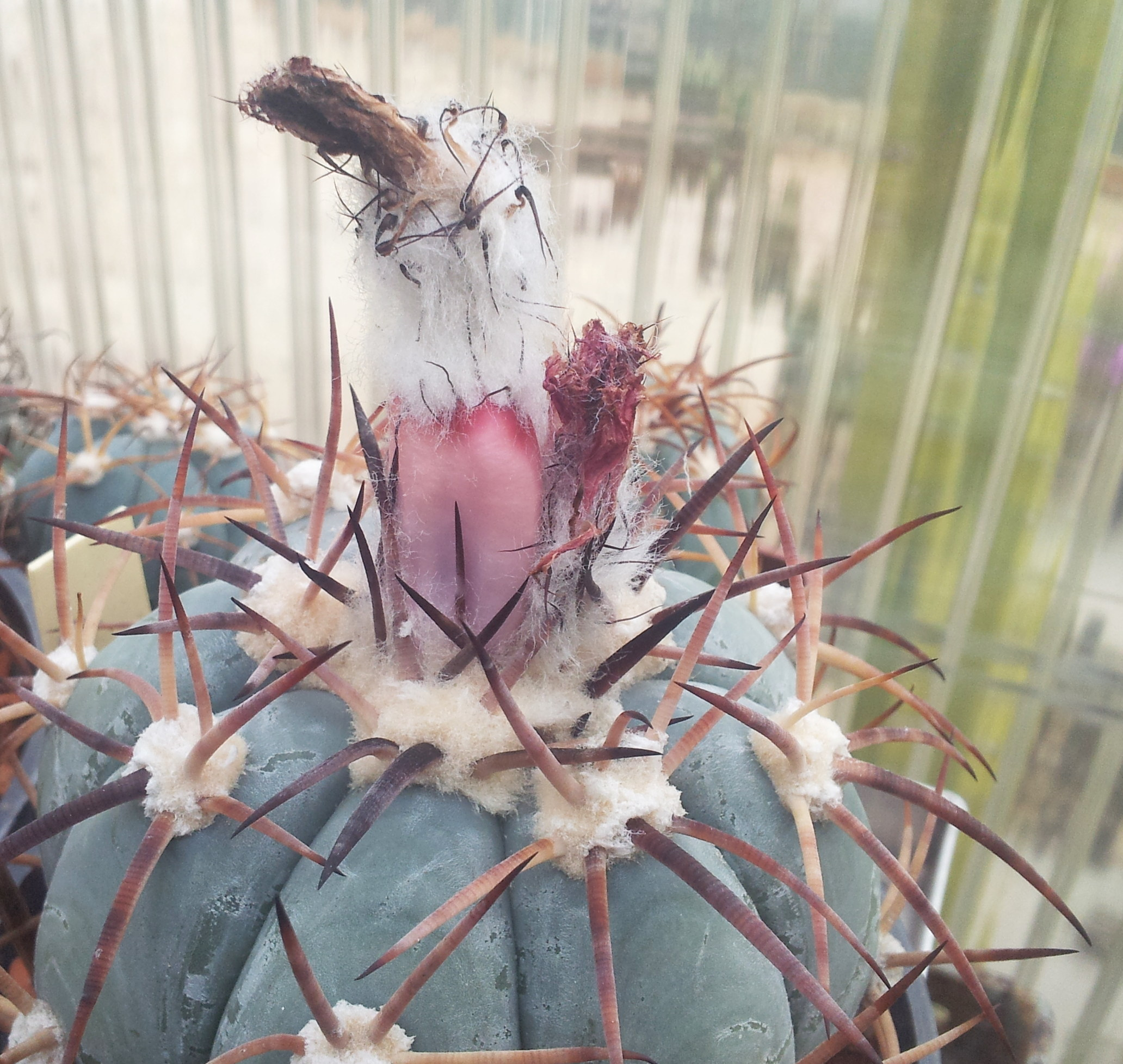
Frucht an Echinocactus horizonthalonius

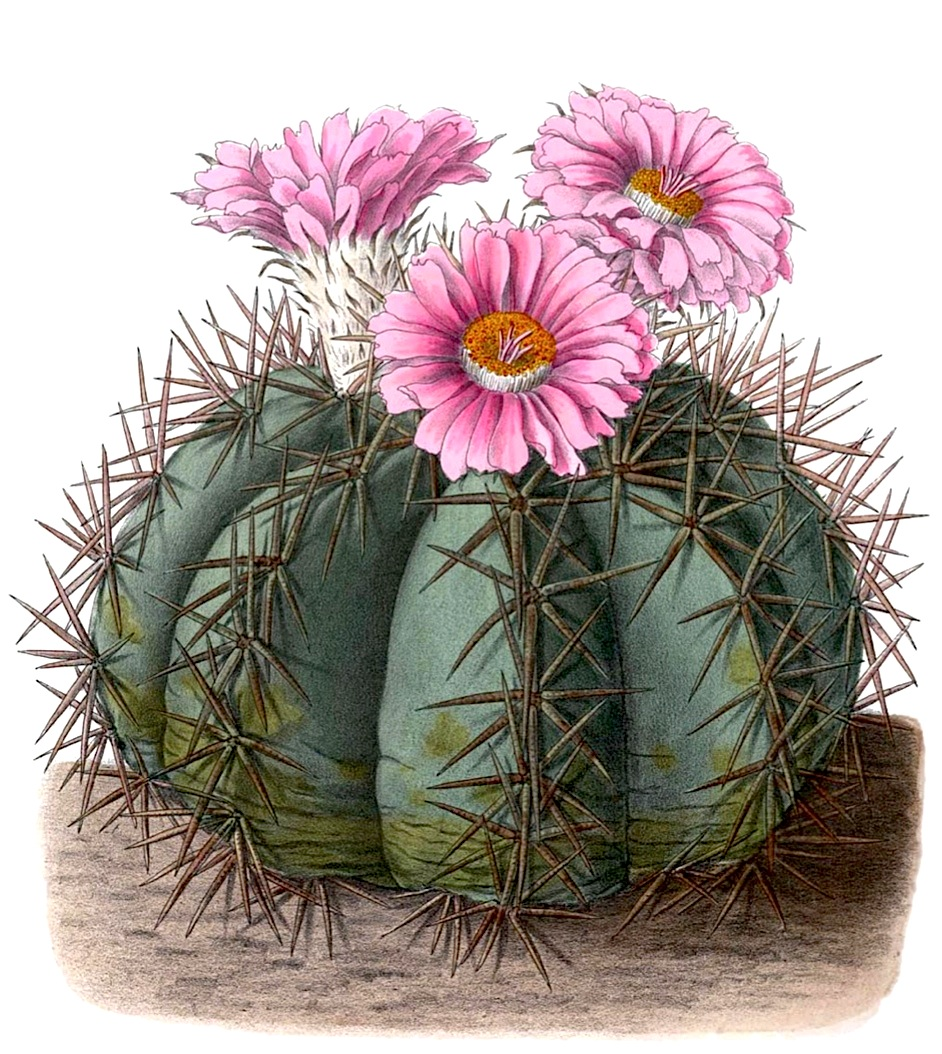
Echinocactus horizonthalonius
Tafel 117 von 1910 aus Blühende Kakteen

Echinocactus horizonthalonius ist eine Pflanzenart in der Gattung Echinocactus aus der Familie der Kakteengewächse (Cactaceae). Das Artepitheton horizonthalonius leitet sich vom lateinischen Wort horizontalis für ‚horizontal‘ sowie dem griechischen Wort halonion für ‚Areole‘ ab und verweist auf die Ausrichtung der Areolen. Fremdsprachige Trivialnamen sind „Blue Barrel Cactus“, „Devil’s Head Cactus“, „Eagle-Claw Cactus“, „Mancacaballo“, „Mancamula“, „Melon Cactus“, „Turk’s Cap Cactus“, „Turk’s Head Cactus“ und „Viznaga Meloncillo“.

## Beschreibung
Echinocactus horizonthalonius wächst einzeln oder bildet manchmal kleine Gruppen. Die niedergedrückt kugelförmigen bis kurz zylindrischen Triebe sind blaugrün und erreichen bei Durchmessern von 10 bis 15 Zentimetern Wuchshöhen von 10 bis 50 Zentimetern. Es sind meist 8 Rippen vorhanden, die etwas in Höcker gegliedert sind. Die 3 bis 5 steifen, etwas abgeflachten Mitteldornen sind grau bis schwärzlich und 2,5 bis 3 Zentimeter lang. Einer von ihnen ist meist abwärts gebogen. Die 5 bis 7 grauen Randdornen sind 2 bis 2,5 Zentimeter lang und leicht auswärts gebogen oder gerade.
Die rosafarbenen Blüten haben eine Länge von 5 bis 6,2 Zentimetern und erreichen Durchmesser von 5 bis 6,5 Zentimeter. Die anfangs saftigen, später vertrocknenden Früchte sind mit weicher, weißer Wolle besetzt und sind 2,5 Zentimeter lang.

## Verbreitung, Systematik und Gefährdung
Echinocactus horizonthalonius ist im Süden der Vereinigten Staaten in den Bundesstaaten Arizona, New Mexico und Texas verbreitet. In Mexiko reicht das Verbreitungsgebiet im Süden bis nach San Luis Potosí.
Die Erstbeschreibung durch Charles Lemaire wurde 1839 veröffentlicht. Ein nomenklatorisches Synonym ist Meyerocactus horizonthalonius (Lem.) Doweld (1996).
Es werden die folgenden Varietäten unterschieden:
- Echinocactus horizonthalonius var. horizonthalonius
- Echinocactus horizonthalonius var. nicholii L.D.Benson

Echinocactus horizonthalonius var. nicholii ist in den Vereinigten Staaten durch den US Endangered Species Act geschützt.
In der Roten Liste gefährdeter Arten der IUCN wird die Art als „Least Concern (LC)“, d. h. als nicht gefährdet geführt.

## Nachweise

## Weiterführende Literatur
- Margrit E. McIntosha, Amy E. Boyd, Philip D. Jenkins, Lucinda A. McDade: Growth and Mortality in the Endangered Nichol’s Turk’s Head Cactus Echinocactus horizonthalonius var. nicholii (Cactaceae) in Southeastern Arizona, 1995–2008. In: The Southwestern Naturalist. Band 56, Nummer 3, 2011, S. 333–340 (doi:10.1894/F05-PHCC-01.1).